# Laurie Stephens
Laurie Stephens est une skieuse handisport américaine, née le 5 mars 1984 à Beverly (Massachusetts).

## Palmarès

### Jeux paralympiques
| Épreuve / Édition | Turin 2006 | Vancouver 2010 | Sotchi 2014 | Pyeongchang 2018 | Pékin 2022 |
| ----------------- | ---------- | -------------- | ----------- | ---------------- | ---------- |
| Descente          | Or         | Argent         | Bronze      | Bronze           | DNF        |
| Super-G           | Or         | 4e             | Bronze      | 5e               |            |
| Slalom géant      | Argent     | 5e             | 6e          | 7e               |            |
| Slalom            | 7e         | 5e             | 4e          | 5e               |            |
| Super combiné     | —          | 5e             | DNS         | 4e               |            |